# Альфред Саксен-Кобург-Готский
Принц Альфред (англ. Prince Alfred Ernest Albert), Альфред Саксен-Кобург-Готский (Альфред Эрнест Альберт) (нем. Alfred von Sachsen-Coburg und Gotha; 6 августа 1844, Виндзорский замок, Беркшир — 30 июля 1900, замок Розенау, близ Кобурга) — герцог Эдинбургский, граф Ольстерский и Кентский с 24 мая 1866 года, затем герцог Саксен-Кобург-Готский с 22 августа 1893 года. Второй сын королевы Великобритании Виктории и её мужа Альберта. Известный филателист. Адмирал флота (3 июня 1893 года).

## Биография
Принц Альфред родился в Виндзорском замке. Он был четвёртым ребёнком и вторым сыном королевы Виктории и Альберта, герцога Саксен-Кобург-Готского. Как сын монарха он получил при рождении титул Его Королевское Высочество принц Альфред. В момент рождения он был вторым в линии наследования британского престола после старшего брата Эдуарда, принца Уэльского.
В 1856 году вступил в Королевский военно-морской флот Великобритании. В 1862 году он был кандидатом на трон в Греции, победив на референдуме, но не смог стать монархом на основании Лондонской конференции 1832 года. С января 1867 по июль 1868 года Альфред совершил кругосветное путешествие. Он был первым членом британской королевской семьи посетившим Австралию в 1868 году, Новую Зеландию, Британскую Индию и Гонконг в 1869 году. Также он посетил остров Тристан-да-Кунья, где в его честь был переименован единственный город — Эдинбург семи морей.

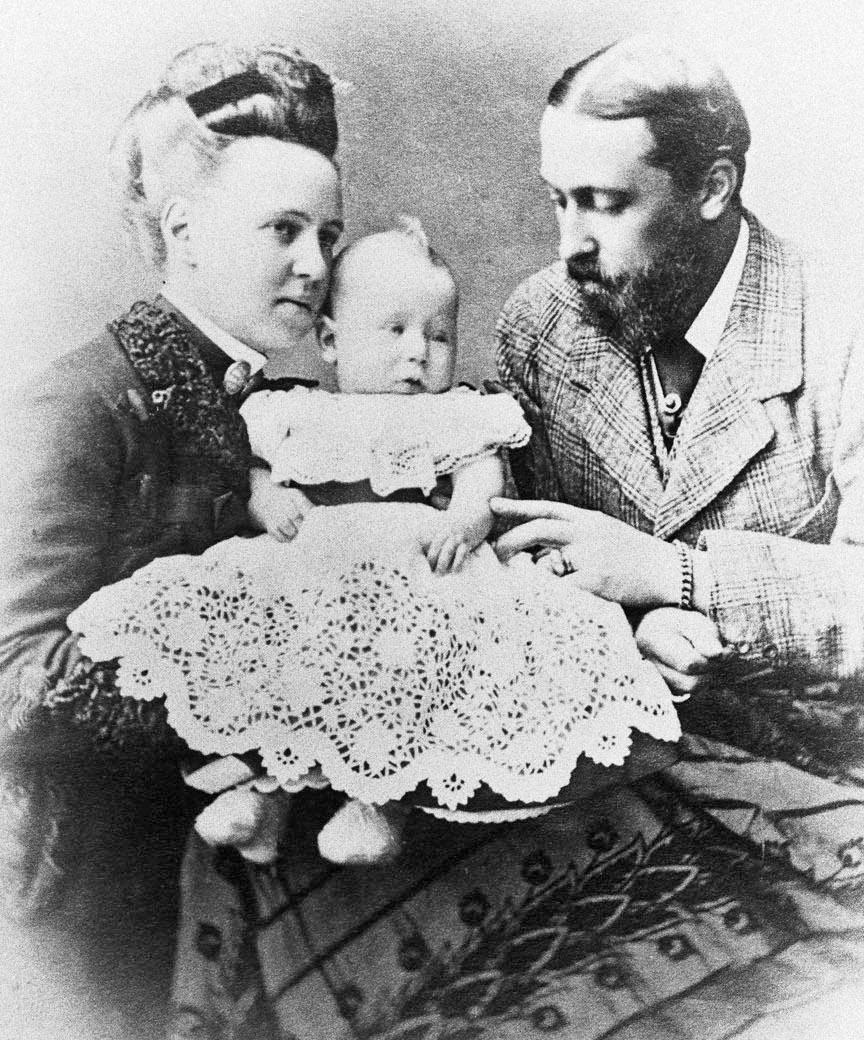
Принц Альфред с женой Марией Александровной и сыном Альфредом

В день рождения королевы 24 мая 1866 года принц Альфред получил титулы герцога Эдинбургского, графа Кентского и Ольстерского. В 1893 году после смерти герцога Эрнеста II Саксен-Кобург-Готского освободившийся престол герцогства Саксен-Кобург-Готского перешёл к его племяннику — принцу Альфреду, так как его старший брат Эдуард отказался от престола (чтобы избежать личной унии Саксен-Кобурга и Великобритании).
Умер от рака при жизни матери, пережив своего единственного сына («Молодого Аффи»), который страдал сифилисом и нанёс себе огнестрельную рану во время празднования серебряной свадьбы родителей (умер через две недели). Кобургский престол перешёл к племяннику Альфреда — Карлу Эдуарду, герцогу Олбани, посмертному сыну принца Леопольда, четвёртого сына Виктории (третий, Артур, герцог Коннаутский, был жив, но от герцогства отказался).
Был почётным шефом 29-го флотского Его Королевского Высочества герцога Альфреда Кобургского экипажа Черноморского флота в Севастополе.

### Семья
23 января 1874 года, в Зимнем дворце в Санкт-Петербурге, принц Альфред женился на великой княжне Марии Александровне, единственной дочери российского императора Александра II и императрицы Марии Александровны. Её отец дал ей в приданое неслыханную по тем временам сумму в 100 000 фунтов, и сверх того ежегодное пособие в 20 000 фунтов. Герцог и герцогиня Эдинбургские, прибыли в Лондон 12 марта. Супружество было несчастливым, а лондонское общество считало невесту слишком надменной. После замужества Мария Александровна титуловалась как «Её Королевское Высочество», «Её Королевское и Императорское Высочество», и «Её Императорское и Королевское Высочество». Королева Виктория дала ей первое место после принцессы Уэльской.
В честь зятя Александра II был назван русский крейсер «Герцог Эдинбургский». Кроме того, название Эдинбург в честь герцога получил дачный посёлок под Ригой, c 1922 года носящий название Дзинтари.

### Дети
| Имя                       | Рождение        | Смерть         | Примечание |
| ------------------------- | --------------- | -------------- | --- |
| Наследный Принц Альфред   | 15 октября 1874 | 6 февраля 1899 | Наследный Принц Саксен-Кобург-Готский с 22 августа 1893; покончил жизнь самоубийством, детей не имел |
| Принцесса Мария           | 29 октября 1875 | 18 июля 1938   | вышла замуж, 10 января 1893, за Короля Румынии Фердинанда I (1865—1927); оставила потомство |
| Принцесса Виктория Мелита | 25 ноября 1876  | 2 марта 1936   | вышла замуж (1), 19 апреля 1894, за Эрнеста Людвига, великого герцога Гессенского; оставила потомство; развелась 21 декабря 1901 (2) 8 октября 1905, за Великого Князя Кирилла Владимировича; оставила потомство |
| Принцесса Александра      | 1 сентября 1878 | 16 апреля 1942 | вышла замуж, 20 апреля 1896, за Эрнеста Гогенлоэ-Лангенбургского; оставила потомство |
| Принцесса Беатриса        | 20 апреля 1884  | 13 июля 1966   | вышла замуж, 15 июля 1909, за Дона Альфонсо, инфанта Испании, 3-го герцога Галлиерийского; оставила потомство |

## Вклад в филателию
Принц Альфред был известным филателистом. В 1890 году он был избран почётным директором Филателистического общества Лондона («Philatelic Society»; в дальнейшем — Королевское филателистическое общество Лондона). Нуждаясь в средствах, он продал, однако, свою коллекцию марок в 1900 году старшему брату, будущему королю Эдуарду VII. Посмертно был удостоен чести быть внесённым в почётный «Список выдающихся филателистов».

## Титулы и награды
Титулы:
- 6 августа 1844 — 24 мая 1866: Его Королевское Высочество Принц Альберт
- 24 мая 1866 — 23 августа 1893: Его Королевское Высочество Герцог Эдинбургский
- 23 августа 1893 — 30 июня 1900: Его Королевское Высочество Герцог Саксен-Кобург-Готский

Награды:
- Пруссия — Орден Чёрного орла (7 мая 1864); цепь ордена (1883)[6]
- Пруссия — Орден Красного орла большой крест (7 мая 1864, как кавалер ордена Чёрного орла)
- Пруссия — Королевский орден Дома Гогенцоллернов большой командорский крест (5 декабря 1878)[7]
- Пруссия — Орден Святого Иоанна Иерусалимского почётный рыцарь (1883, Ehrenritter); рыцарь по праву (1883, Rechtsritter)[8]
- Испания — Орден Золотого руна
- Италия — Высший орден Святого Благовещения
- Франция — Орден Почётного легиона
- Австрия — Орден Святого Стефана
- Россия — Орден Святого апостола Андрея Первозванного и Орден Святой Анны
- Османская империя — Большая лента ордена Османие
- «Список выдающихся филателистов»